# Изе (Хузестан)
Изе́ (перс. ايذه‎) — город на юго-западе Ирана, в остане Хузестан. Административный центр шахрестана Изе.

## География и климат
Город находится на северо-востоке Хузестана, в горной местности западного Загроса, на высоте 824 метра над уровнем моря. Изе расположен на расстоянии приблизительно 120 километров к северо-востоку от Ахваза, административного центра остана и на расстоянии 190 километров к юго-западу от Исфахана.
В весенне-летний период преобладает умеренный мягкий тип климата; однако, зимы в Изе одни из самых холодных во всём Хузестане. Изе является значимым региональным сельскохозяйственным центром. Главный производимый продукт — рис. Довольно развито также горное дело.

## Население
На 2006 год население составляло 103 695 человек; в национальном составе преобладают бахтиары.
| 1986   | 1991   | 1996   | 2006    | 2010    |
| ------ | ------ | ------ | ------- | ------- |
| 46 042 | 64 072 | 81 288 | 103 695 | 114 509 |

## История
Город возник как центр небольшого горного царства Айяпир (Ayapir ), территория которого была включена правителями Элама в состав своей империи. От эламской эпохи дошли до наших дней ряд скальных барельефов, в основном религиозного содержания. Есть также барельефы, изображающие сцены из жизни царского двора. В 2008 году, по инициативе правительства Ирана, барельефы были предложены к внесению в список объектов Всемирного наследия ЮНЕСКО.
В более позднее время город был известен как Изадж (Идадж), а также как Маламир (Маль-Эмир), был столицей Хазараспидов.
Своё современное имя Изе получил в 1935 году.
16 ноября 2022 года во время продолжающихся протестов Махсы Амини Изе стал местом вооружённого нападения на общественный рынок, в результате которого несколько человек были убиты и ранены, в том числе маленькие дети, такие как Киан Пирфалак.